# 武穴市實驗中學
武穴市实验中学是一所位于湖北省武穴市的一所初级中学。

## 学校历史
学校创办于1978年。

## 学校概况
现有学生近3800人，学校占地面积52亩,建筑面积达1.9万平方米，现有高级教师73人，中级教师210人，省级骨干教师7人，黄冈市级骨干教师33人。

## 获得荣誉
- 湖北省中小学综合实力50强学校
- 湖北省教改名校
- 中央教科所课题实验先进单位
- 黄冈市文明单位
- 黄冈市示范学校